# 東京都立石神井特別支援学校
東京都立石神井特別支援学校（とうきょうとりつ しゃくじいとくべつしえんがっこう）は、東京都練馬区に所在する特別支援学校。知的障害のある児童生徒を対象としており、小学部と中学部を設置している。

## 児童・生徒・教職員数
児童生徒282名、57学級、教職員110名（令和7年度）

## 通学区域
- 練馬区（大泉町、大泉学園町、西大泉、西大泉町、東大泉、南大泉、上石神井、上石神井南町、下石神井、石神井台、石神井町、関町東、関町北、関町南、高野台、高松5・6丁目、立野町、土支田、南田中、三原台、谷原、富士見台）
- 西東京市全域
- 武蔵野市（吉祥寺北町、吉祥寺東町、吉祥寺南町、吉祥寺本町、御殿山、中町）[2]

## スクールバスコース
- 大泉コース
- 吉祥寺コース
- 保谷コース
- 八坂コース
- 田無コース
- 柳沢コース
- 谷原コース
- ひばり北コース
- 関町コース[3]

## 主な進学先
- 東京都立練馬特別支援学校（練馬区在住の生徒）
- 東京都立田無特別支援学校（西東京市・武蔵野市在住の生徒）[4]

## 所在地
〒177-0045　東京都練馬区石神井台8-20-35